# August 2023
Portal Geschichte | Portal Biografien | Aktuelle Ereignisse | Jahreskalender | Tagesartikel

◄ |
20. Jahrhundert |
21. Jahrhundert

◄ |
1990er |
2000er |
2010er |
2020er
| 2030er | 2040er

◄ |
2019 |
2020 |
2021 |
2022 |
2023
| 2024 | 2025 | 2026 | 2027 | ►

◄ |
Mai 2023 |
Juni 2023 |
Juli 2023 |
August 2023 |
September 2023 |
Oktober 2023 |
November 2023 |
►
Dieser Artikel behandelt tagesbezogene Nachrichten und Ereignisse im August 2023. Eine Artikelübersicht zu thematischen „Dauerbrennern“ und zu länger andauernden Veranstaltungen findet sich auf der Seite zu den laufenden Ereignissen.
Laut der NOAA war der August 2023 der global wärmste August seit Temperaturaufzeichnungsbeginn im Jahr 1850.

## Tagesgeschehen

### Dienstag, 1. August 2023
- Kirkwall/Vereinigtes Königreich: Die Royal Mail führt die erste regelmäßige Postzustellung durch Drohnen im Vereinigten Königreich ein und stellt die Post mit Skyports-Drohnen auf der schottischen Inselgruppe Orkney zu.
- Lissabon/Portugal: Beginn des XXXVIII. Weltjugendtages (bis 6. August)
- Sankt Petersburg/Russland: Burundi und Russland unterzeichnen auf dem Russisch-Afrikanischen Wirtschafts- und Humanitären Forum in Sankt Petersburg eine Kooperationsvereinbarung über die gemeinsame Nutzung von Nukleartechnologie für friedliche Zwecke.
- Tunis/Tunesien: Staatspräsident Kais Saied entlässt Najla Bouden Romdhane, die erste Regierungschefin in der arabischen Welt. Zu ihrem Nachfolger wird Ahmed Hachani ernannt.

### Mittwoch, 2. August 2023
- Wien/Österreich: Beginn der Beachvolleyball-Europameisterschaft (bis 6. August)

### Donnerstag, 3. August 2023
- Bogotá/Kolumbien: Der Staat Kolumbien und die Nationale Befreiungsarmee beginnen einen sechsmonatigen Waffenstillstand mit dem Ziel, Frieden zwischen beiden Seiten zu schaffen.

### Freitag, 4. August 2023

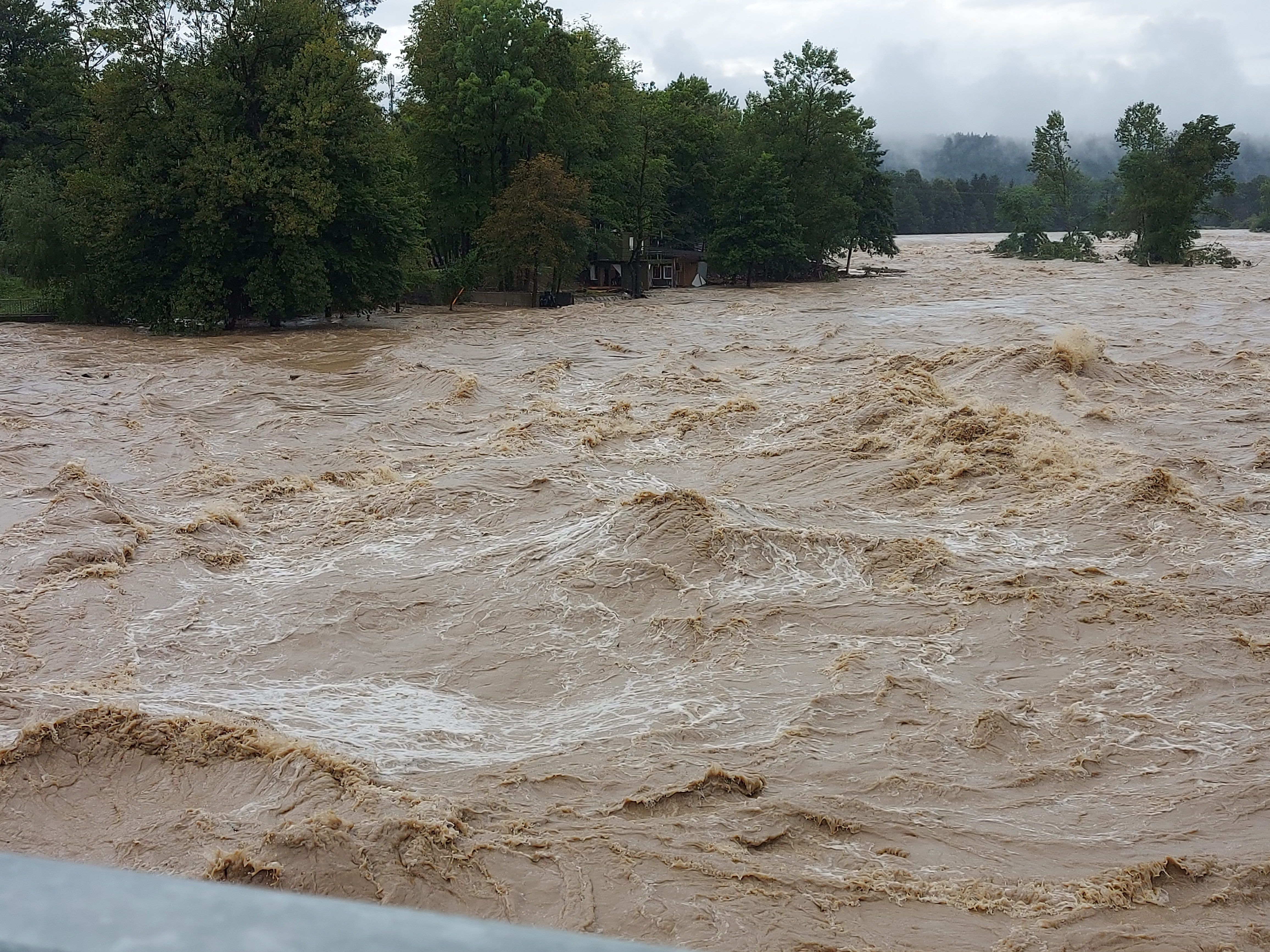
Die Save bei Ljubljana

- Wien/Österreich, Ljubljana/Slowenien: Große Regenmengen führen zu weiträumigen Murenabgängen und Überschwemmungen. Besonders betroffen sind die Steiermark, Kärnten, Primorska, Oberkrain, Slovenska Koroška sowie die slowenische Adriaküste.
- Wladimir/Russland: Der inhaftierte russische Oppositionspolitiker Alexei Nawalny wird von einem Gericht in Melekhovo in der Oblast Wladimir zu 19 Jahren Straflager-Haft verurteilt.
- Petershagen/Deutschland: Das Kuratorium Nationalerbe-Baum der Deutschen Dendrologischen Gesellschaft (DDG) zeichnet eine Flatterulme zum Nationalerbe-Baum aus.[2]

### Samstag, 5. August 2023
- Köln/Deutschland: Die VIII. World Dwarf Games gehen zu Ende.
- Lahore/Pakistan: Pakistans ehemaliger Premierminister und Oppositionsführer Imran Khan wird wegen Korruption zu einer dreijährigen Freiheitsstrafe verurteilt.
- Lampedusa/Italien: 30 Migranten werden nach Schiffsbrüchen von zwei Booten vor Lampedusa noch vermisst. Bei den zwei Unglücken auf der Überfahrt von Tunesien wurden von der Italienischen Küstenwache bereits zwölf Tote gezählt.[3]

### Sonntag, 6. August 2023
- Berlin/Deutschland: Letzter Tag der Weltmeisterschaften im Bogenschießen
- Kapstadt/Südafrika: Australien gewinnt das Finale der Netball-Weltmeisterschaft gegen England mit 61:45.
- Kinshasa/Demokratische Republik Kongo: Die IX. Spiele der Frankophonie gehen zu Ende.

### Montag, 7. August 2023

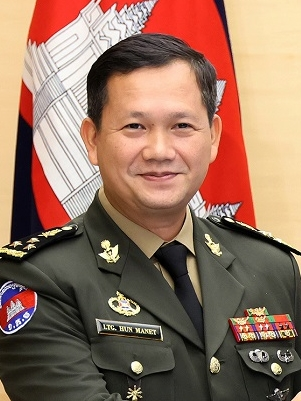
Hun Manet

- Phnom Penh/Kambodscha: Hun Manet wird von König Norodom Sihamoni zum Premierminister ernannt und löst damit seinen Vater Hun Sen ab, der dieses Amt seit 1985 ausgeübt hat.

### Dienstag, 8. August 2023
- Bissau/Guinea-Bissau: Geraldo Martins wird zum Premierminister von Guinea-Bissau ernannt.
- Perth/Australien: Western Australia hebt ein fünf Wochen altes Gesetz zum Schutz der heiligen Stätten der Aborigines in diesem Bundesstaat auf und begründet dies mit den Schwierigkeiten bei der Umsetzung des Gesetzes.

### Mittwoch, 9. August 2023

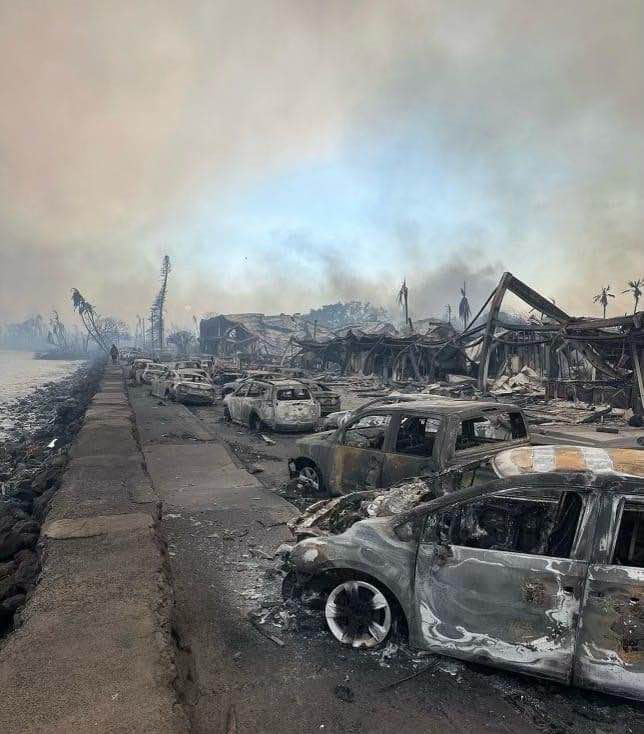
Ausgebrannte Fahrzeuge in der Front Street, Lāhainā

- Kahului/Vereinigte Staaten: Teile des Westens und des Landesinneren der Insel Maui auf Hawaii werden evakuiert, da die durch den Hurrikan Dora ausgelösten Waldbrände zu Stromausfällen und Unterbrechungen bei den Notdiensten im Westen von Maui und in anderen Teilen von Hawaii, einschließlich Oʻahu und Hawaii, führen. Ein großer Teil der historischen Stadt Lāhainā, einschließlich der Waiola Church und des Lahaina Hongwanji Mission Temple, wird durch die Waldbrände zerstört. Mindestens 89 Personen kommen bei den Bränden ums Leben.
- Pjöngjang/Nordkorea: Der Oberste Führer Nordkoreas, Kim Jong-un, ernennt Vizemarschall Ri Yong-gil zum Nachfolger von General Park Su-il als Chef der Generalstabsabteilung der Koreanischen Volksarmee und ruft dazu auf, die Kriegsvorbereitungen zu verstärken, u. a. durch erhöhte Waffenproduktion und mehr Übungen.
- Quito/Ecuador: Der ecuadorianische Präsidentschaftskandidat Fernando Villavicencio wird bei einer Wahlkampfveranstaltung in Quito von Bewaffneten ermordet.

### Donnerstag, 10. August 2023
- Kuala Lumpur/Malaysia: Malaysia verbietet die Verwendung von Swatch-Produkten, die LGBTQ-Elemente enthalten, wobei den Benutzern dieser Produkte bis zu drei Jahre Gefängnis drohen.
- Kuwait/Kuwait: Kuwait verbietet den amerikanischen Film Barbie wegen homosexueller Inhalte.
- Manila/Philippinen: Der philippinische Präsident Ferdinand Marcos Jr. setzt 22 Landgewinnungsprojekte in der Bucht von Manila aufgrund von Umweltbedenken und der Beteiligung chinesischer Staatsunternehmen aus.
- Niamey/Niger: Die Putschisten bilden eine Regierung. Ihre Zusammensetzung wird von Machthaber Abdourahamane Tiani durch Verlesen eines Dekrets im staatlichen Fernsehen bekanntgegeben. Das Kabinett umfasst neben dem bereits zwei Tage zuvor ernannten Premierminister Lamine Zeine 20 weitere Mitglieder, darunter Zivilisten. Das Innenressort erhält Mohamed Toumba, das Verteidigungsressort Salifou Mody, beide Mitglieder des Nationalen Rates für den Schutz des Vaterlandes, also des Militärrats der Putschisten.
- Schweiz: Eisenbahnunfall im Gotthard-Basistunnel

### Freitag, 11. August 2023

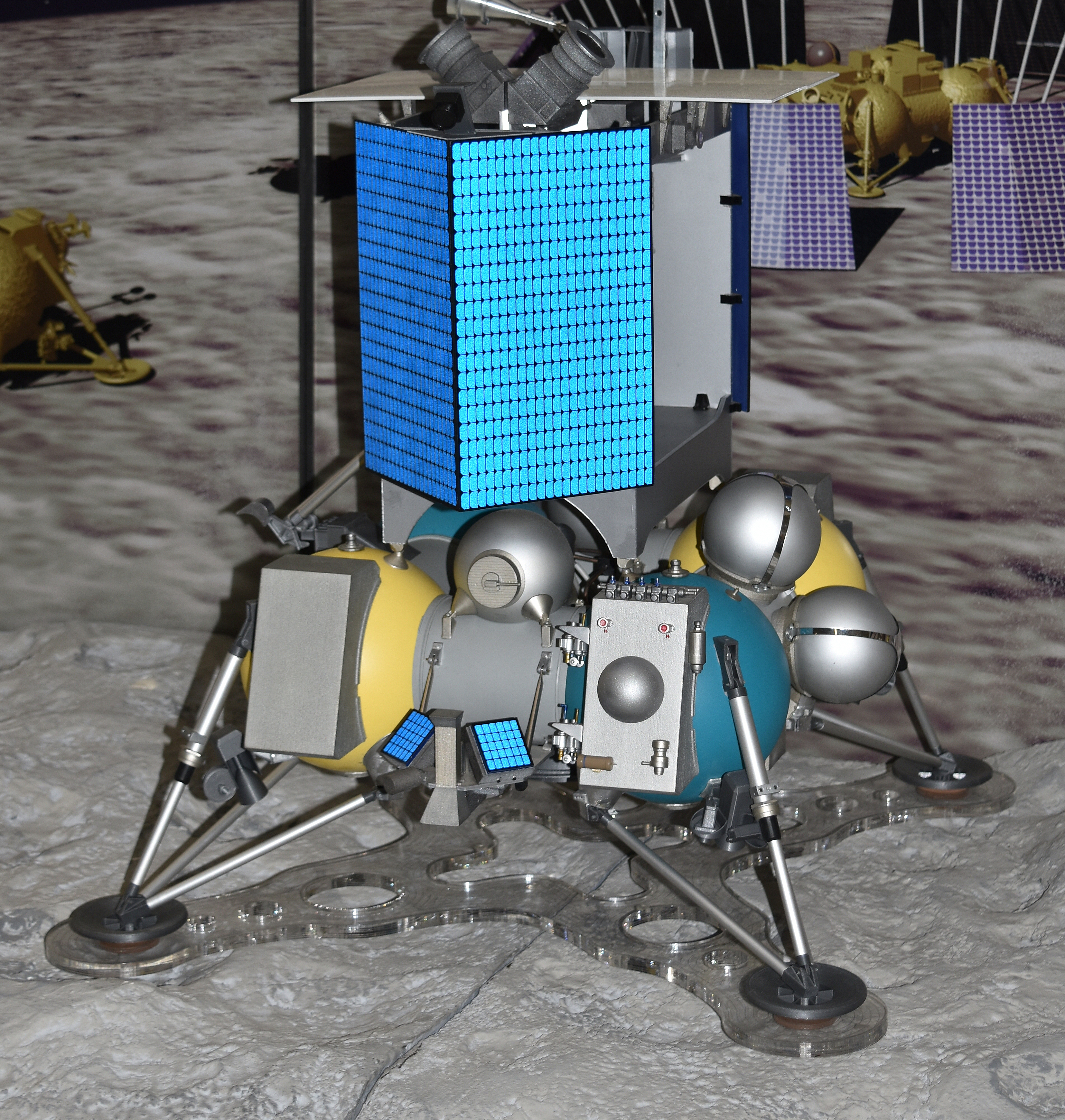
Modell von Luna 25

- al-Hudaida/Jemen: Durch das Umpumpen von 181 Millionen Litern Öl von der vor al-Hudaida ankernden Safer auf die neu getaufte Yemen wird eine Ölpest im Roten Meer verhindert.
- Kosmodrom Wostotschny/Russland: Mit einer Sojus-Rakete startet die Mondsonde Luna 25.

### Samstag, 12. August 2023
- Bern/Schweiz: Die Kletterweltmeisterschaft geht zu Ende.
- Islamabad/Pakistan: Senator Anwar ul Haq Kakar wird neuer geschäftsführender Premierminister.
- München/Deutschland: Im Spiel um den DFL-Supercup verliert der FC Bayern München zuhause gegen RB Leipzig klar.

### Sonntag, 13. August 2023
- Glasgow/Vereinigtes Königreich: Abschluss der ersten Radsport-Weltmeisterschaften.

### Montag, 14. August 2023
- Machatschkala/Russland: Bei einer Explosion an einer Tankstelle in Machatschkala, Dagestan, werden mindestens 35 Menschen getötet und 80 weitere verletzt.
- Riga/Lettland: Der lettische Ministerpräsident Krišjānis Kariņš kündigt seinen Rücktritt an und erklärt, dass seine Regierung noch diese Woche zurücktreten wird, da die Beziehungen innerhalb seiner Mehrparteienregierung gestört sind.

### Dienstag, 15. August 2023
- Kuala Lumpur/Malaysia: Der ehemalige malaysische Premierminister Muhyiddin Yassin wird vom Obersten Gericht von vier Korruptionsvorwürfen freigesprochen, die sich auf die Annahme von Schmiergeldern für seine politische Partei beziehen.

### Mittwoch, 16. August 2023
- al-Dschunaina/Sudan: Mehr als 1.000 Leichen werden in 30 Massengräbern in der von den Rapid Support Forces besetzten Stadt al-Dschunaina in der Provinz Gharb Darfur von zivilen Repräsentanten entdeckt.
- Bangkok/Thailand: Das thailändische Verfassungsgericht weist die Petitionen gegen die Wiederernennung des Wahlsiegers Pita Limjaroenrat zum Premierminister ab, so dass eine neue Runde von Führungswahlen in der Nationalversammlung durchgeführt werden kann.
- Bern/Schweiz: Der schweizerische Bundeskanzler Walter Thurnherr gibt nach 8 Jahren im Amt seinen kommenden Rücktritt bekannt.
- Jaranwala/Pakistan: Ein muslimischer Mob stürmt ein christliches Viertel in Jaranwala, Punjab, brennt eine Kirche nieder, beschädigt zwei weitere Kirchen und zerstört das Haus eines Mannes, den sie beschuldigen, die Seiten eines Korans entweiht zu haben.
- Managua/Nicaragua: Die Zentralamerikanische Universität in Managua stellt ihren Betrieb ein, nachdem die Regierung ihr Vermögen beschlagnahmt hat. Sie wirft der Universität vor, während der Proteste 2018 in Terrorismus verwickelt gewesen zu sein.
- Piräus/Griechenland: Manchester City gewinnt das Spiel gegen FC Sevilla um den UEFA Super Cup.
- Port Vila/Vanuatu: Vanuatus Premierminister Ishmael Kalsakau übersteht knapp ein Misstrauensvotum, wobei die Opposition eine Stimme zu wenig hat, um ihn aus dem Amt zu jagen.
- Singapur: Die Polizei von Singapur verhaftet zehn ausländische Staatsangehörige und beschlagnahmt Vermögenswerte im Wert von rund 1 Milliarde S$ (750 Millionen US-Dollar). Sie werden verdächtigt, an einer internationalen Geldwäscheoperation beteiligt gewesen zu sein, die mit dem grenzüberschreitenden organisierten Verbrechen, einschließlich Online-Glücksspiel und Internetbetrug, in Verbindung steht.
- Tripolis/Libyen: Die Zahl der Todesopfer bei mehrtägigen Kämpfen in Tripolis zwischen der Brigade 444 und der RADA Special Deterrence Forces steigt auf 55 Personen, 146 weitere werden verletzt. Die Kämpfe werden nach der Freilassung eines Kommandeurs beendet.

### Donnerstag, 17. August 2023

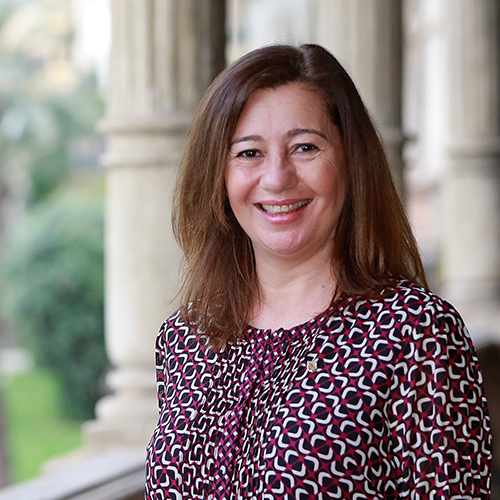
Francina Armengol

- Madrid/Spanien: Das am 23. Juli neu gewählte Parlament tritt zu seiner konstituierenden Sitzung zusammen. Zur Parlamentspräsidentin gewählt wird Francina Armengol.
- New York City/Vereinigte Staaten: Der chinesische Immobilienentwickler Evergrande Group beantragt in den Vereinigten Staaten Konkursschutz nach Kapitel 15 und arbeitet an einer milliardenschweren Vereinbarung mit seinen Gläubigern zur Umstrukturierung seiner Schulden.
- Tel Aviv/Israel: Israel erhält nach einer Mitteilung des dortigen Verteidigungsministeriums von den Vereinigten Staaten die Erlaubnis, sein Raketenabwehrsystem Arrow 3 an Deutschland zu verkaufen.
- Yellowknife/Kanada: Die Hauptstadt der Nordwest-Territorien, Yellowknife, wird angesichts der Ausbreitung von Waldbränden in der näheren Umgebung vollständig evakuiert.

### Freitag, 18. August 2023
- Bremen/Deutschland: Mit einem Spiel zwischen Werder Bremen und dem FC Bayern München beginnt die 61. Spielzeit der Fußball-Bundesliga.
- Genf/Schweiz: Das Büro des Hohen Kommissars der Vereinten Nationen für Menschenrechte berichtet, dass in diesem Jahr in Haiti mindestens 2.439 Menschen durch Bandengewalt getötet wurden.
- Libreville/Gabun: Die wichtigsten Oppositionsparteien Gabuns haben den ehemaligen Bildungsminister Albert Ondo Ossa als Präsidentschaftskandidaten für die bevorstehenden Wahlen aufgestellt und fordern den amtierenden Präsidenten Ali Bongo Ondimba heraus, der eine dritte Amtszeit anstrebt.
- Thedinghausen/Deutschland: Eine Europäische Eibe wird vom Kuratorium Nationalerbe-Baum der DDG zum Nationalerbe-Baum ausgezeichnet.[4]

### Samstag, 19. August 2023
- Budapest/Ungarn: Beginn der Leichtathletik-WM (bis 27. August)
- Mond: Das Roskosmos-Raumschiff Luna 25 stürzt auf den Mond, nachdem es beim Übergang in eine Vorlandebahn in eine unvorhersehbare Umlaufbahn geraten war.

### Sonntag, 20. August 2023

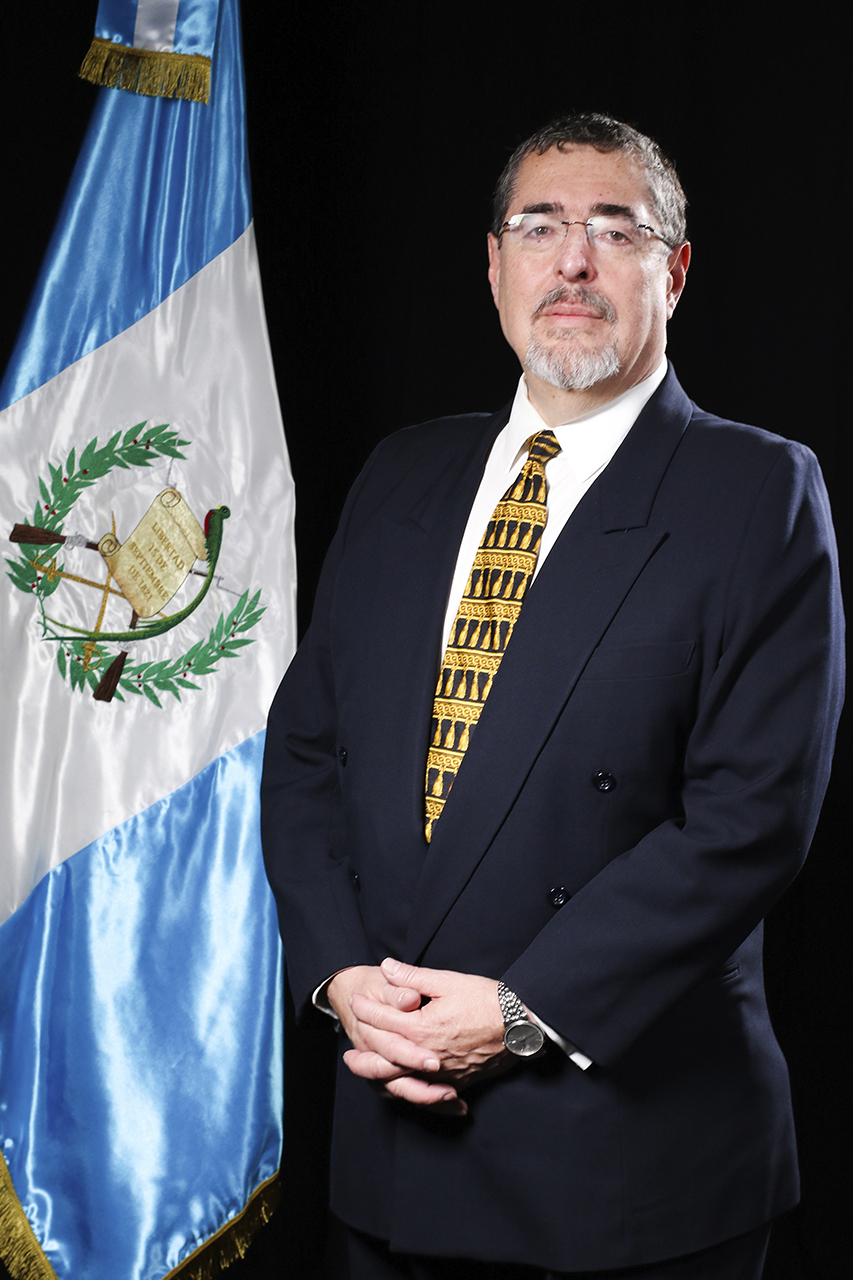
Bernardo Arévalo

- Guatemala-Stadt/Guatemala: In der zweiten Runde der Präsidentschaftswahl setzt sich Bernardo Arévalo gegen Sandra Torres durch.
- Quito/Ecuador: Präsidentschafts- und Parlamentswahlen
- Sydney/Australien: Bei der Fußball-Weltmeisterschaft der Frauen gewinnt Spanien im Finale gegen England.
- Tripolis/Libyen: Die libysche Zentralbank gibt ihre Wiedervereinigung bekannt, nachdem sie seit 2014 aufgrund des Zweiten Libyschen Bürgerkriegs politisch gespalten war.

### Montag, 21. August 2023
- Mogadischu/Somalia: Somalia weist seine Telekommunikationsunternehmen an, 1xBet, Telegram und TikTok zu sperren, da militante Gruppen wie al-Shabaab diese Apps nutzen, um unangemessene Inhalte und Fehlinformationen in der Öffentlichkeit zu verbreiten.

### Dienstag, 22. August 2023

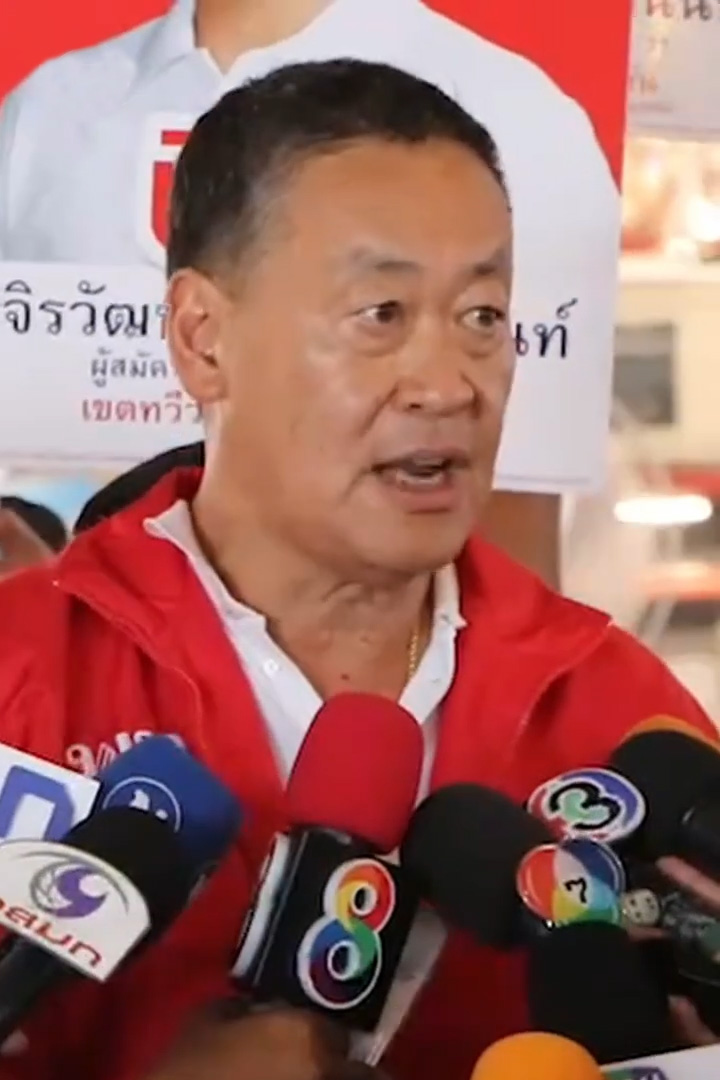
Srettha Thavisin

- Addis Abeba/Äthiopien: Der Friedens- und Sicherheitsrat der Afrikanischen Union beschließt, die Mitgliedschaft Nigers mit sofortiger Wirkung auszusetzen.
- Alexandroupoli/Griechenland: In der Nähe von Alexandroupoli werden die Leichen von 18 Menschen gefunden, die durch die dortigen Waldbrände ums Leben gekommen sind.
- Bangkok/Thailand: Gut zwei Monate nach der Parlamentswahl wird Srettha Thavisin zum neuen Ministerpräsidenten des Landes gewählt. Sein am selben Tag aus dem Exil zurückgekehrter Vorgänger Thaksin Shinawatra wird verhaftet.
- Johannesburg/Südafrika: In Johannesburg beginnt der 15. BRICS-Gipfel. Im Mittelpunkt des Gipfels stehen die Expansion der Vereinigung und seine Rolle unter den Volkswirtschaften des globalen Südens.

### Mittwoch, 23. August 2023
- Bahir Dar/Äthiopien: Der Präsident der Region Amhara, Yilkal Kefale, tritt zurück, nachdem die äthiopische Regierung über die Region den Ausnahmezustand nach dortigen aufflammenden Kämpfen verhängt hat.
- Harare/Simbabwe: Parlaments- und Präsidentschaftswahlen
- Twer/Russland: Beim Absturz einer Embraer Legacy 600 der Gruppe Wagner in der Oblast Twer kommen alle zehn Menschen an Bord ums Leben, darunter Wagner-Anführer Jewgeni Prigoschin und -Gründer Dmitri Utkin.
- Mond: Die indische Raumsonde Chandrayaan-3 landet zwischen den Kratern Manzinus C und Simpelius N auf der erdzugewandten Mondseite.

### Donnerstag, 24. August 2023
- Fukushima/Japan: Die Verklappung von Kühlwasser aus der Nuklearkatastrophe von Fukushima soll beginnen.[5]
- Johannesburg/Südafrika: Zum Abschluss des Gipfeltreffens der BRICS-Staaten wird beschlossen, zum Jahresbeginn 2024 auch Ägypten, Argentinien, Äthiopien, Iran, Saudi-Arabien und die Vereinigten Arabischen Emirate aufzunehmen.

### Freitag, 25. August 2023
- Niamey/Niger: Die regierende nigrische Militärjunta fordert die Botschafter Frankreichs, Deutschlands, Nigerias und der Vereinigten Staaten auf, das Land zu verlassen. Frankreich lehnt das Ultimatum mit der Begründung ab, es erkenne seine Autorität nicht an, während die USA behaupten, sie hätten keine Aufforderung erhalten, ihr Personal aus Niger abzuziehen.
- Okinawa/Japan: Beginn der Basketball-WM (bis 10. September), die gemeinsam auf den Philippinen, in Indonesien und in Japan ausgetragen wird
- Port-au-Prince/Haiti: Zwei Telekommunikationsunternehmen in Haiti, Digicel und Access Haiti, teilen mit, dass ihre Glasfaserkabel in dieser Woche durchtrennt wurden, was zu einer vorübergehenden Unterbrechung des Dienstes führte, die vermutlich auf Sabotageakte krimineller Banden zurückzuführen ist.

### Samstag, 26. August 2023
- Baku/Aserbaidschan: Der Norweger Magnus Carlsen gewinnt den Schach-Weltpokal.
- Barcelona/Spanien: Die Vuelta a España 2023 beginnt mit einem Zeitfahren in den Straßen Barcelonas.
- Kennedy Space Center/Vereinigte Staaten: Der Raumflug SpaceX Crew-7 startet mit Andreas Mogensen, Jasmin Moghbeli, Satoshi Furakawa und Konstantin Borrisow an Bord zur Internationalen Raumstation.
- Libreville/Gabun: Präsidentschafts- und Parlamentswahlen
- Mönchengladbach/Deutschland: Die Mannschaft der Niederlande gewinnt die Feldhockey-Europameisterschaft der Damen.
- Münster/Deutschland: Die SPD Nordrhein-Westfalen wählt Sarah Philipp und Achim Post zu ihren neuen Landesvorsitzenden.

### Sonntag, 27. August 2023
- Bremen/Deutschland: Der Belgier Ilan Van Wilder wird Sieger der Deutschland Tour.
- Duisburg/Deutschland: Die Kanurennsport-Weltmeisterschaften gehen zu Ende.
- Mönchengladbach/Deutschland: Die Mannschaft der Niederlande gewinnt die Feldhockey-Europameisterschaft der Herren.
- Valencia/Spanien: Die Weltmeisterschaften der Rhythmischen Sportgymnastik finden ihren Abschluss. Erfolgreichste Teilnehmerin ist die Deutsche Darja Varfolomeev, sie gewinnt fünf Wettbewerbe.
- Internationale Raumstation: Die bemannte Mission Huginn der Europäischen Weltraumorganisation beginnt.

### Montag, 28. August 2023
- London/Vereinigtes Königreich: Eine Störung im Computersystem der britischen Flugsicherung Nats führt zu Tausenden verspäteten oder ausgefallenen Flügen.
- New York City/Vereinigte Staaten: Beginn der US Open (bis 10. September)
- Teheran/Iran: Der Iran hat nach eigenen Angaben mit dem Irak eine Vereinbarung über die Entwaffnung und Umsiedlung kurdischer Rebellen im Nordirak und die Schließung von Stützpunkten dieser Gruppen in der autonomen Region getroffen.

### Dienstag, 29. August 2023
- New York City/Vereinigte Staaten: Die Vereinten Nationen berichten, dass bei den jüngsten Zusammenstößen zwischen Fano-Milizionären und Sicherheitskräften in der äthiopischen Region Amhara mindestens 183 Menschen getötet wurden.

### Mittwoch, 30. August 2023
- Bischkek/Kirgisistan: Das kirgisische Ministerium für Kultur, Information, Sport und Jugendpolitik kündigt an, dass es die Plattform TikTok verbieten wird, um die Gesundheit von Kindern zu schützen.
- Libreville/Gabun: Durch einen Militärputsch wird Staatspräsident Ali-Ben Bongo Ondimba gestürzt.

### Donnerstag, 31. August 2023
- Addis Abeba/Äthiopien: Als Reaktion auf einen Putsch des Militärs kündigt die Afrikanische Union die Aussetzung der Mitgliedschaft Gabuns an.
- London/Vereinigtes Königreich: Ben Wallace tritt als Verteidigungsminister zurück. Nachfolger wird Grant Shapps.